# Leucodiaporthe maackii
Leucodiaporthe maackii är en svampart som först beskrevs av Lar.N. Vassiljeva, och fick sitt nu gällande namn av M.E. Barr & Lar.N. Vassiljeva 2008. Leucodiaporthe maackii ingår i släktet Leucodiaporthe och familjen Diaporthaceae.   Inga underarter finns listade i Catalogue of Life.